# José Auguste Tchioufou
José Auguste Tchioufou est un homme politique cabindais. 

## Biographie
Ancien fonctionnaire des postes congolaises, puis directeur adjoint de la compagnie pétrolière française Elf, il prend la tête du Front de libération de l'enclave de Cabinda le 30 juin 1974, avec le soutien des services secrets américains et français, afin de rendre la province du Cabinda indépendante de l'Angola communiste. Encadrées par le mercenaire français Jean Kay, ses troupes parviennent à prendre Cabinda, la capitale. L'indépendance est déclarée avec le soutien de la population ; cependant, dans cette ancienne colonie portugaise, il prétend imposer le français comme langue officielle. José Auguste Tchioufou s'enfuit en France après que le Mouvement populaire de libération de l'Angola, d'obédience communiste, a reconquis le pouvoir au Cabinda, de nouveau rattaché à l'Angola.